# Різець (сузір'я)

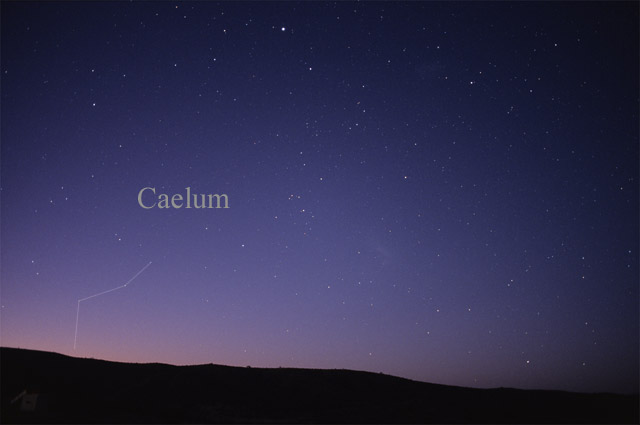
Різець неозброєним оком.

Різе́ць (лат. Caelum) — бліде сузір'я південної півкулі неба, відкрите у 1750-х роках Ніколя-Луїсом де Лакайлем і зараховане до 88 сучасних сузір'їв. Його назва латиною означає «долото», а раніше воно було відоме як Caelum Sculptorium («долото гравера»). Це рідкісне слово не пов'язане з поширеним латинським caelum, яке означає «небо, небеса, атмосфера». Це восьме за величиною сузір'я, яке утворює тілесний кут близько 0,038 стередіана, трохи менше, ніж у Південної Корони. Містить 21 зорю, видиму неозброєним оком. З території України не видно.

## Історія
Нове сузір'я. Вперше опубліковане без назви Лакаєм у 1754 році, у 1756 він запропонував сузір'ю назву Інструменти гравірувальника. Згодом в 1763 році у його каталозі сузір'ю була надана латинська назва Caelum Sculptoris («Різець Скульптора»).

## Об'єкти
Різець є тьмяним сузір'ям, яскравих об'єктів у ньому немає. Найяскравіша зоря α Різця — 4,45 m.
У телескоп можна розрізнити подвійність зорі γ Різця, яка складається з червоного гіганта 4,5 m і білого гіганта 6,34 m.
З об'єктів далекого космосу в Різці присутні галактики NGC 1571, NGC 1679, IC 2106.